# Ford Cougar
Ford Cougar — спортивное купе американской автомобильной компании Ford Motor Company, полный аналог Mercury Cougar 8 поколения, выпускавшегося в США в 1998—2002 годах для европейского рынка.
Премьера состоялась в 1998 году на Детройтском автосалоне. Как и свой предшественник Ford Probe, Ford Cougar была построена в США. В том же 1998 году Ford представила Cougar на Гран-при Великобритании в Сильверстоуне.
Машина построена на основе платформы Ford CDW27, на которой также выпускались модели Ford Mondeo, Mercury Mystique и Ford Contour. Предшественником модели была Ford Probe (1993—1997). Отдельно для Великобритании и Австралии выпускались машины с правым расположением руля.
Машины комплектовались как с 5-и ступенчатой механической коробкой MTX-75, так и 4-х ступенчатым автоматом CD4E. Базовая версия оснащалась 4-цилиндровым мотором объёмом 2 литра (131 л. с.). Более мощный вариант оснащался двигателем V6 объёмом 2,5 литра (170 л. с.), а версия Ford Cougar ST200 — 2,5-литровым силовым агрегатом (205 л. с.).
В конце 2002 года компания Ford Motor Company снимает с производства Cougar, вместе с Ford Escort, Lincoln Continental и Mercury Villager.

## Фотогалерея

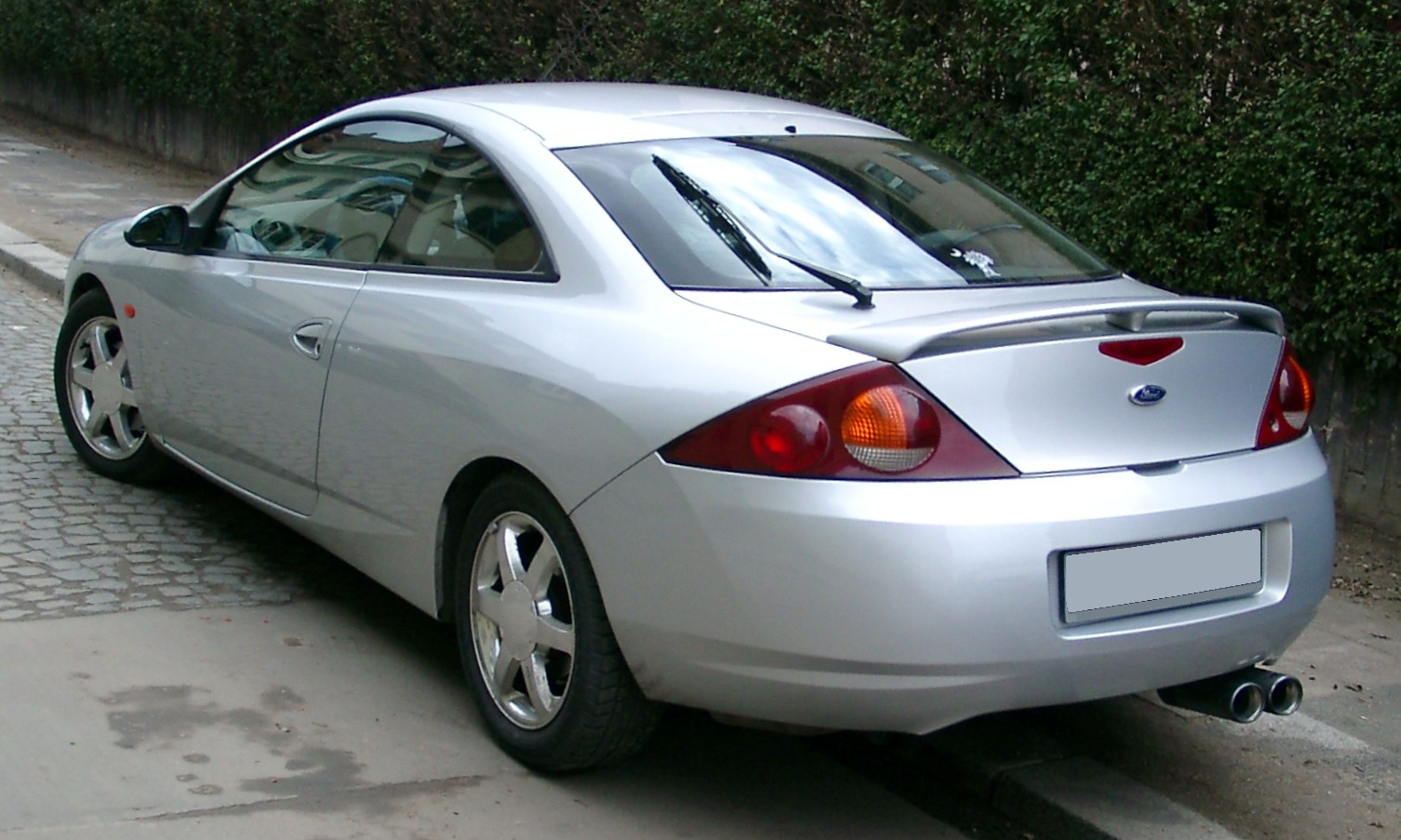
Вид сзади
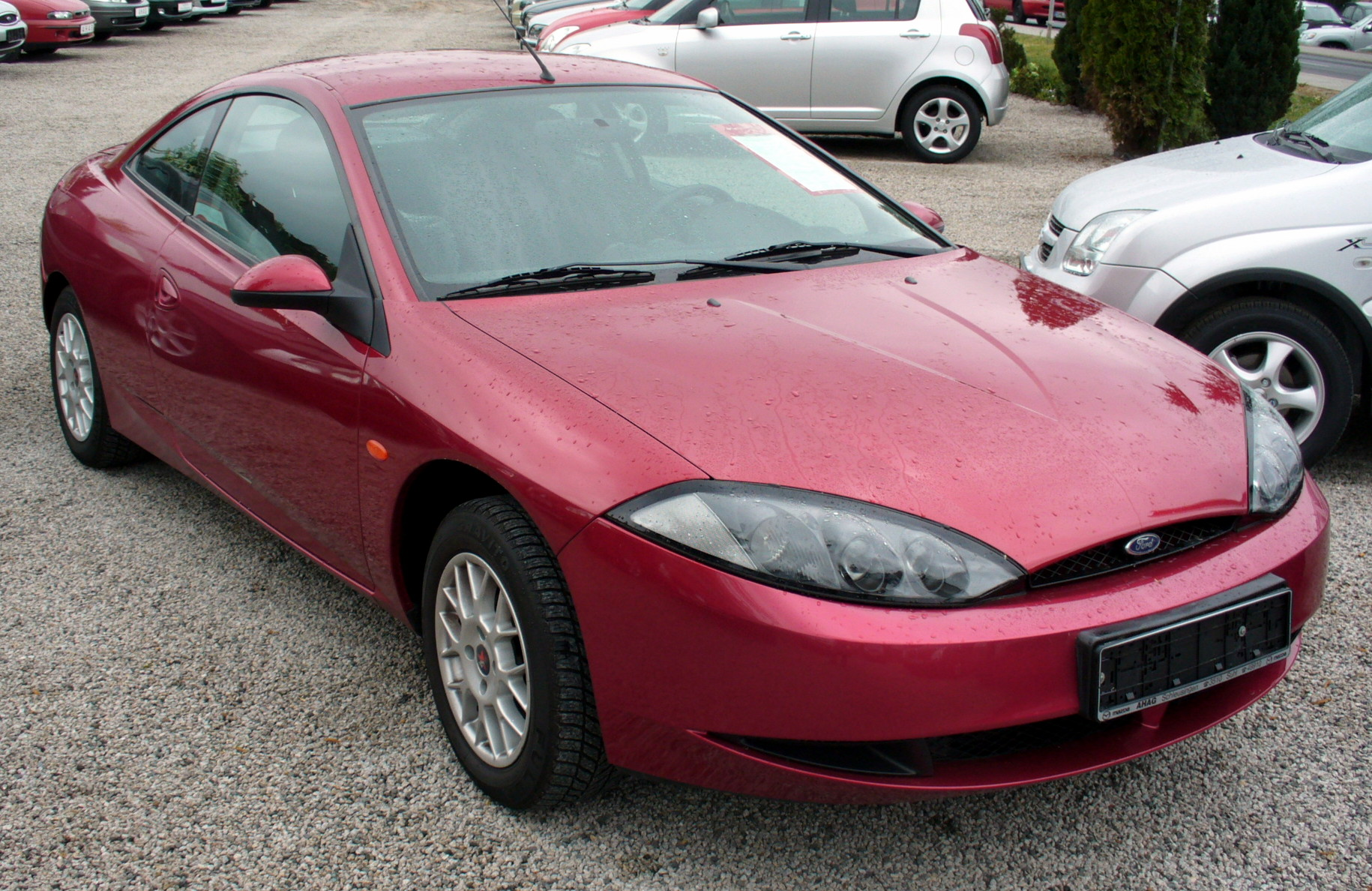
Цветовая опция, доступная только для Европы
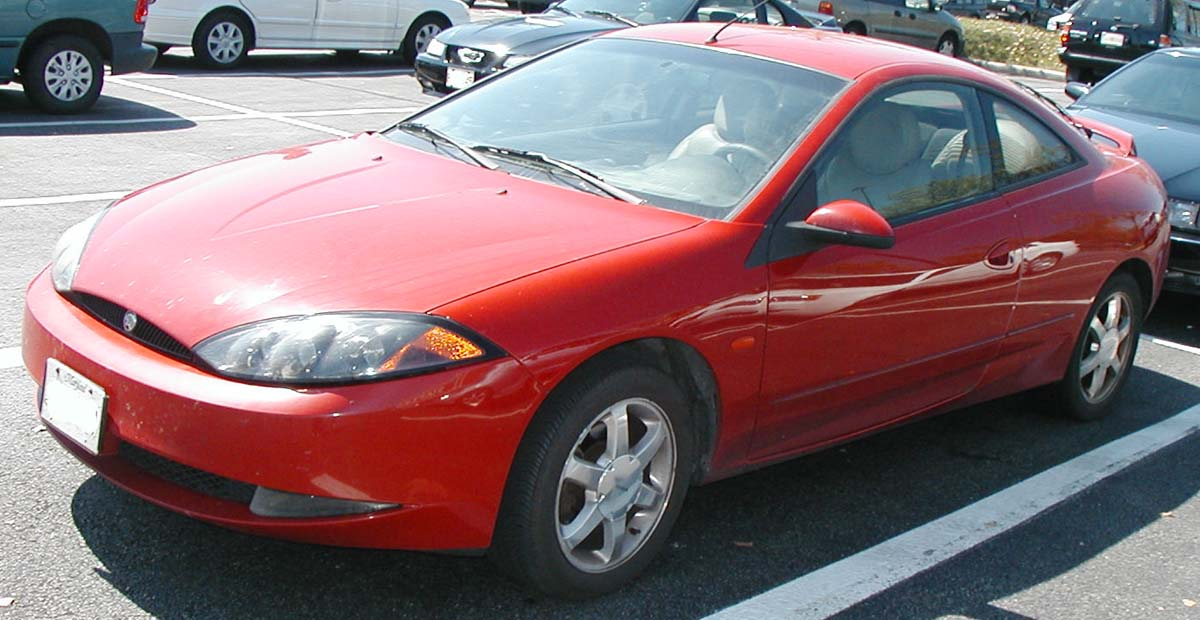
Mercury Cougar, аналог Ford Cougar для американского рынка